# Lou van Burg
Lou van Burg, eigenlijk Loetje van Weerdenburg, bijnamen "Mister Wunnebar" en "Onkel Lou", (Den Haag, 25 augustus 1917 - München, 26 april 1986) was een Nederlands showmaster en entertainer.

## Begin van zijn carrière
Lou van Burg begon zijn entertainersloopbaan in de vijftiger jaren als zanger en danser in diverse Parijse nachtclubs. Zijn bekendste schlagertitel verscheen in 1954 met Nicolo, Nicolo, Nicolino. Hij ontwikkelde zich tot een van de bekendste conferenciers en showmaster in het Duitstalige gebied.

## Eerste televisieoptreden
Zijn eerste televisieshow in 1958 Jede Sekunde ein Schilling, uitgezonden door het ORF, was een groot succes. Daaropvolgend engageerde de ARD hem voor Sing mit mir - spiel mit mir, een serie die voortijdig werd afgebroken: De Münchense kapster Brigitte Frank beantwoordde ongewoon veel vragen, waarna ze bekende, dat haar tante bij de redactie van de uitzending werkte.

## Carrière bij het ZDF
Na onderhandelingen met het ZDF presenteerde hij vanaf 1964 de tv-show Der goldene Schuß, dat een groot succes werd en vanaf 1965 onder de naam Het Gulden Schot ook een Nederlandse variant kende. Na een aantal jaren werd Van Burg, door het ZDF vanwege schandalen en grote privéproblemen, zo maakte hij zijn Duitse assistente zwanger, aan de kant gezet. Hij werd opgevolgd door Vico Torriani.
De volgende negen jaren moest Van Burg zich op zijn bijbaan als conferencier bij Circus Althoff concentreren, bovendien in winkelcentra en bij botervaarten optreden. Van 1976 tot 1983 presenteerde hij toch weer voor het ZDF het programma Varieté, Varieté, waarin internationale goochelaars, acrobaten en show-artiesten optraden. Vanaf 1976 presenteerde hij Wir machen Musik, een programma met evergreens. In 1983 Spiel mit Onkel Lou.
In 1986 stierf Lou van Burg aan de gevolgen van leukemie, een ziekte waaraan hij vele jaren geleden had. Hij werd bijgezet op het Neuen Südfriedhof in München.

## Filmografie

### Bioscoop
- 1954: Clivia
- 1963: Sing, aber spiel nicht mit mir
- 1968: Paradies der flotten Sünder
- 1968: Der Partyphotograph
- 1975: Berliner Bettwurst
- 1985: Coconuts – Immer Ärger mit der Kohle

### Televisie (selectie)
- 1952, 1953: Foreign Intrigue (Amerikaanse televisieserie, gefilmd in Europa, 4 afleveringen)
- 1954, 1955: Sherlock Holmes (Amerikaanse televisieserie, gefilmd in Frankrijk, 2 afleveringen)
- 1956: General Electric Summer Originals: The Green Parrot (Amerikaanse televisieserie, 1 aflevering)
- 1971: Glückspilze (televisiefilm)
- 1982: Kottan ermittelt – Entführung (televisieserie)
- 1985: Sterne fallen nicht vom Himmel (televisiefilm)

### Televisieshows
- 1959–1961: Jede Sekunde ein Schilling
- 1960–1961: Een kwartje per seconde
- 1961–1962: Sing mit mir, spiel mit mir
- 1964–1967: Der goldene Schuß
- 1976–1983: Varieté, Varieté
- 1983: Spiel mit Onkel Lou

#### Evergreenshows
- 1976: Wir machen Musik
- 1977: Spiel mir eine alte Melodie
- 1978: Sing mit mir, tanz mit mir
- 1979: Sing mir das Lied noch einmal
- 1980: So wird’s nie wieder sein
- 1981: So schön wie heut’, so müßt’ es bleiben
- 1982: Mit Musik geht alles besser

#### Als gast
- 1977: Musik ist Trumpf (medley Pigalle-Party) met Jacqueline Boyer, Ralf Bendix en Angèle Durand
- 1981: Musik ist Trumpf

## Discografie

### Singles (selectie)
- 1954: Nicolo, Nicolo, Nicolino
- 1954: Allerhand allerhand
- 1959: Alles steht in den Sternen (duet met Barbara Kist) / Kleine Mandoline (duet met Barbara Kist)
- 1960: Ich möchte dich so gern verwöhnen (duet met Barbara Kist) / Warte bis die Sonne wieder scheint (duet met Barbara Kist)
- 1960: Niemand wie du (duet met Barbara Kist) / Wir beide (duet met Barbara Kist)
- 1960: Freunde fürs Leben (Down by the Riverside) / Schwiegermutter-Song
- 1961: Das Glück kommt so oft ganz unverhofft (duet met Barbara Kist) / Kannst du mir treu sein, Chérie? (duet met Barbara Kist)
- 1961: Wunderbar
- 1961: Die feinen Leute von Paris (Poor People of Paris)
- 1961: Grüß mir die Mädchen von Paris
- 1962: Caterina
- Das Liederbuch der Liebe
- Liebe kleine Schaffnerin
- Es gibt nur ein Paris
- In Paris
- Oh, Mr. Entertainer
- Ich bin ein fröhlicher Clown
- Wir machen einen Ausflug

### Albums (selectie)
- 1982: Mit Musik geht alles besser – Mr. Wunnebar singt die schönsten Melodien aus seinen Evergreenshows (EMI)
- 2015: Freunde fürs Leben – 50 große Erfolge (Musictales (Universal Music))

## Prijzen
- 1962 en 1963: Brons in de categorie mannelijke tv-ster de Bravo Otto door jeugdtijdschrift BRAVO[1][2]